# Trina Robbins
Trina Robbins (nascida Trina Perlson Brooklyn, 17 de agosto de 1938 – 10 de abril de 2024) foi  uma artista de quadrinhos norte-americana.
Ela foi uma das pioneiras do movimento  underground comix e uma das primeiras mulheres a participar desse movimento. Co-produziu o gibi underground It Ain't Me, Babe (1970), primeiro quadrinho criado inteiramente por mulheres. 
Ela foi uma das primeiras participantes do movimento, e uma das primeiras artistas do sexo feminino no movimento. Como cartunista e historiadora, Robbins tem se dedicado a promover mulheres quadrinistas e a criar espaços para elas publicarem seus trabalhos. 
Foi cofundadora do coletivo Wimmen's Comix, escreveu para a revista da Mulher Maravilha e produziu adaptações de Dope e The Silver Metal Lover. Foi incluída no Will Eisner Hall of Fame em 2013 e recebeu o Prêmio Eisner em 2017 e 2021.
Como pesquisadora e historiadora, Robbins investigou a trajetória das mulheres nos quadrinhos. Escreveu vários livros de não ficção, como Women and the Comics (1985), A Century of Women Cartoonists (1993), The Great Women Superheroes (1996), From Girls to Grrrlz (1999), Pretty In Ink (2013) e Flapper Queens: Women Cartoonists of the Jazz Age (2020). Em 1993, cofundou a organização Friends of Lulu (Amigos de Lulu).

## Infância e educação
Trina Perlson nasceu em 17 de agosto de 1938 no Brooklyn, Nova York, filha de imigrantes judeus originários da Bielorrússia. Sua mãe era professora do ensino fundamental e seu pai era alfaiate. Ela cresceu em South Ozone Park, Queens, e desde cedo tinha fascínio por heroínas de quadrinhos, especialmente Sheena, Rainha da Selva. Na adolescência, frequentava convenções de ficção científica.
Robbins estudou no Queens College em Nova York, mas abandonou o curso. Depois frequentou a Cooper Union por um ano, onde estudou desenho. Ela se mudou para a Califórnia em 1960, estabelecendo-se em Los Angeles, onde foi modelo nua para revistas masculinas. Ela retornou a Nova York em 1966 e viveu no East Village de Manhattan, onde trabalhou como estilista e administrou uma butique chamada "Broccoli". No final dos anos 1960, ela desenhou roupas para Mama Cass, Donovan, David Crosby, entre outros. Ela esteve intimamente envolvida na cena musical dos anos 1960, sendo amiga próxima de Jim Morrison e membros do The Byrds. Robbins foi a primeira das três "Ladies of the Canyon" na música clássica de Joni Mitchell do álbum de mesmo nome.

## Carreira

### Primeiros trabalhos
Robbins era membro ativa do fandom de ficção científica na década de 1950. Suas ilustrações apareceram em fanzines de ficção científica como Habakkuk, indicado ao prêmio Hugo.

### Histórias em quadrinhos
Os primeiros quadrinhos de Robbins foram publicados no jornal alternativo East Village Other; ela também contribuiu para a revista underground Gothic Blimp Works.ela também contribuiu para o spin-off underground comic Gothic Blimp Works em 1969. No mesmo ano, ela desenhou um traje único para a personagem Vampirella, da Warren Publishing, para o artista Frank Frazetta, em Vampirella #1 (Set. 1969).
Ela mudou-se de Nova York para San Francisco em 1970, onde trabalhou no jornal alternativo feminista It Ain't Me, Babe. Nesse mesmo ano, ela, juntamente com a colega artista Barbara "Willy" Mendes, estabeleceu a primeira revista em quadrinhos feita somente por mulheres, a one-shot It Ain't Me, Babe Comix. Deste período em diante, Robbins tornou-se cada vez mais envolvida na criação de mercados para mulheres quadrinistas e na promoção de suas histórias em quadrinhos, através de projetos como a antologia Wimmen's Comix, na qual colaborou por vinte anos. Na Wimmen's Comix #1 Robbins publicou a história "Sandy Comes Out", a primeira tira em quadrinhos com uma personagem abertamente lésbica.
Robbins tornou-se cada vez mais enfática em suas crenças, criticando o artista Robert Crumb pela misoginia percebida em muitos de seus quadrinhos. Ela disse, "É estranho para mim como é que as pessoas estão dispostas a ignorar a terrível escuridão no trabalho de Crumb ... O que diabos é engraçado sobre estupro e assassinato?".
No início da década de 1980 Robbins criou adaptações das obras Dope de Sax Rohmer e The Silver Metal Lover, de Tanith Lee. Em meados da década de 1980, ela escreveu e desenhou Misty para o selo infantil Star Comics da Marvel Comics. A série de curta duração era uma releitura da personagem de longa data Millie the Model, agora adulta, administrando sua própria agência de modelos e cuidando de sua sobrinha Misty.
Em 1990, Robbins editou e contribuiu para Choices: A Pro-Choice Benefit Comic Anthology para a National Organization for Women, publicado sob seu próprio selo, Angry Isis Press. A lista de colaboradores, em sua maioria mulheres, incluía representantes do underground, alternativo, queer e mainstream.
Em 2000, Robbins introduziu GoGirl!, histórias de super-heroínas projetadas para atrair meninas. Robbins escreveu as histórias, com Anne Timmons fornecendo a maior parte da arte. A série teve cinco edições pela Image Comics e depois foi retomada pela Dark Horse Comics, com a edição final saindo em 2006.
Em 2010, ela começou a escrever as aventuras em quadrinhos da personagem detetive Honey West para uma série publicada pela Moonstone Books.

### Mulher Maravilha
O envolvimento oficial de Robbins com a Mulher Maravilha, uma personagem admirada por ela há muito tempo, começou em 1986. Na conclusão do primeiro volume da série (em conjunto com a série Crise nas Infinitas Terras), a DC Comics publicou uma série limitada em quatro edições, intitulada The Legend of Wonder Woman (A Lenda da Mulher-Maravilha), escrita por Kurt Busiek e desenhada por Robbins. Robbins foi a primeira mulher a desenhar uma história em quadrinhos da Mulher Maravilha. A série homenageia as raízes da personagem da era de Ouro. A quadrinista também figurou como personagem em Wonder Woman Annual 2 (1989). Em meados da década de 1990, Robbins criticou a representação da Mulher Maravilha feita pelo artista Mike Deodato, chamando a versão da personagem desenhada pelo artista de "uma pinup hiperssexual sumariamente vestida". No final da década de 1990, Robbins colaborou com Colleen Doran na graphic novel da DC Comics Wonder Woman: The Once and Future Story, sobre o tema da violência conjugal.
Robbins tem escrito as aventuras de Honey West, uma das primeiras detetives particulares da ficção.

### Escrita e ativismo
Além de seu trabalho nas histórias em quadrinhos, Robbins é autora de livros de não-ficção sobre a história das mulheres na profissão.
Seu primeiro livro, em co-autoria com Catherine Yronwode, foi Women and the Comics, uma história das mulheres criadoras de tiras e revistas em quadrinhos. Como um dos primeiros livros publicados sobre este assunto, ele foi coberto na grande imprensa, além de a imprensa especializada. Robbins publicou outros livros s sobre as mulheres na indústria de quadrinhos, incluindo A Century of Women Cartoonists (1993), The Great Women Superheroes (1997), From Girls to Grrrlz: A History of Women’s Comics from Teens to Zines (1999), e The Great Women Cartoonists (2001). Seu mais recente trabalho, Pretty In Ink, publicada pela Fantagraphics, abrange a história das mulheres nos quadrinhos americanos, da tira de Rose O'Neill The Old Subscriber Calls, de 1896, até o presente.
Robbins foi co-fundadora da Friends of Lulu, uma organização sem fins lucrativos formada em 1994, para promover a leitura de histórias em quadrinhos por mulheres e a participação delas na indústria de quadrinhos.
Robbins é destaque no filme da história feminista She's Beautiful When She's Angry.

## Vida pessoal e morte
Em 1962, ela se casou com Paul Jay Robbins em Los Angeles, mas eles se divorciaram quatro anos depois. Robbins também teve uma filha com o cartunista Kim Deitch. Ela escreveu uma memória intitulada Last Girl Standing, lançada em 2017 pela Fantagraphics.
Robbins morreu após um derrame em San Francisco, Califórnia, em 10 de abril de 2024, aos 85 anos. Seu parceiro foi o artista Steve Leialoha de 1977 até sua morte.

## Prêmios e reconhecimento
Robbins foi convidada especial da San Diego Comic-Con de 1977, quando ela foi premiada com um Inkpot Award. Ela ganhou um Prêmio de Realização Especial do San Diego Comic Con em 1989, em seu trabalho com Strip AIDS U. S. A., um livro beneficente que ela coeditou com Bill Sienkiewicz e Robert Triptow.
Em 2002, Robbins recebeu o John Buscema Haxtur Award, um reconhecimento para quadrinhos publicados na Espanha.
Em 2011, as obras de arte de Robbins foram exibidas na Koffler Gallery na mostra Graphic Details: Confessional Comics by Jewish Women.[carece de fontes?]

Em julho de 2013, durante a San Diego Comic-Con, Robbins foi uma dos seis homenageados no Will Eisner Hall of Fame. O prêmio foi apresentado por Sergio Aragonés, cartunista da revista Mad e criador de Groo, o Errante. Os outros homenageados foram de Lee Falk, Al Jaffee, Mort Meskin, Joe Sinnott e Spain Rodriguez.